# Zakaria Naidji
Zakaria Naidji (Bordj Bou Arreridj, 19 de enero de 1995) es un futbolista argelino que juega en la demarcación de delantero para el MC Alger del Championnat National de Première Division.

## Selección nacional
Hizo su debut con la selección de fútbol de Argelia el 22 de marzo de 2019 en un partido de clasificación para la Copa Africana de Naciones de 2019 contra Gambia que finalizó con un resultado de empate a uno tras el gol de Mehdi Abeid para Argelia, y de Mamadou Danso para Gambia.

## Clubes
| Club                       | País     | Año       | Partidos | Goles |
| -------------------------- | -------- | --------- | -------- | ----- |
| Paradou A. C.              | Argelia  | 2016-2019 | 79       | 41    |
| Gil Vicente F. C. (cedido) | Portugal | 2019-2020 | 23       | 1     |
| Club Africain (cedido)     | Túnez    | 2020-2021 | 0        | 0     |
| USM Alger (cedido)         | Argelia  | 2021      | 8        | 1     |
| Pau F. C.                  | Francia  | 2021-2022 | 27       | 4     |
| Stade Lavallois            | Francia  | 2022-2023 | 36       | 7     |
| MC Alger                   | Argelia  | 2023-     | 59       | 16    |

## Palmarés

### Distinciones individuales
| Distinción                                                    | Año  |
| ------------------------------------------------------------- | ---- |
| Máximo goleador del Championnat National de Première Division | 2019 |